# Breuil-le-Sec
 Breuil-le-Sec  es una población y comuna francesa, en la región de Picardía, departamento de Oise, en el distrito de Clermont y cantón de Clermont.

## Demografía
| 2168 | 2200 | 2321 | 2421 | 2416 | 2055 |
| Para los censos de 1962 a 1999 la población legal corresponde a la población sin duplicidades (Fuente: INSEE [Consultar]) |      |      |      |      |      |